# Nikon F4
La Nikon F4 è la prima fotocamera professionale SLR per pellicola 35 mm prodotta dalla Nikon che possiede l'autofocus (escludendo la F3AF che non ebbe molto successo), motore di trascinamento incorporato, modalità PASM (Program, Priorità al diaframma, Priorità all'otturatore e Manuale) e lettore di Codice DX

## Storia
È stata costruita dalla Nikon in Giappone dal 1988 al 1997, cessando la produzione quando il mercato era ormai dominato dalla successiva F5. 
Disegnata anche questa volta da Giorgetto Giugiaro.

## Altre versioni
Nella sua storia, furono poste in vendita altre due versioni: F4S, presentata nel 1990 in grado di aumentare l'avanzamento della pellicola a 6 fotogrammi al secondo tramite un pacco-batterie, e la F4E del 1991, in grado di raggiungere le stesse prestazioni senza quest'ultimo.
La F4 esce di produzione nel 1997.

## Caratteristiche
- Fotocamera reflex automatica a priorità dei diaframmi, dei tempi, programmata e manuale (PASM)
- Visualizzazione dei dati nel mirino tramite display LCD illuminabile
- Mirini intercambiabili (5 mirini intercambiabili, 22 schermi di messa a fuoco)
- Tempi di posa: B, 30", 15", 8", 4", 2"; 1" - 1/8000s
- Gamma sensibilità: ISO 25 - 5000 (DX), 6 - 6400 (manuale)
- Sistema di misurazione con lettura semi-spot (lettura media a prevalenza centrale),  matrice (Matrix) o spot
- Otturatore: a tendina in fibra di carbonio sul piano focale; scorrimento verticale
- Sincro-flash: terminale PC e contatto diretto con sincro X, 1/250 s
- Peso: 1400 g